# ناحیه افتون، شهرستان دیکلب، ایلینوی
ناحیه افتون (به انگلیسی: Afton Township) یک منطقهٔ مسکونی در ایالات متحده آمریکا است که در شهرستان دیکلب واقع شده‌است. ناحیه افتون ۲۶۸ متر بالاتر از سطح دریا واقع شده‌است.